# Clase Laguerre–Pólya
La clase Laguerre – Pólya es la clase de funciones completas que consiste en aquellas funciones que son localmente el límite de una serie de polinomios cuyas raíces son todas reales. Cualquier función de la clase Laguerre – Pólya también es de clase Pólya.
El producto de dos funciones en la clase también está en la clase, por lo que la clase constituye un monoide bajo la operación de la multiplicación de funciones.
Algunas propiedades de una función {\displaystyle E(z)}en la clase Laguerre – Pólya son:  
- Todas las raíces son reales.
- {\displaystyle |E(x+iy)|=|E(x-iy)|} para x e y real.
- {\displaystyle |E(x+iy)|} es una función no decreciente de y para y positivo.

Una función es de la clase Laguerre – Pólya si y solo si se cumplen tres condiciones:
- Las raíces son todas reales.
- Los ceros no nulos zn satisfacen

{\displaystyle \sum _{n}{\frac {1}{|z_{n}|^{2}}}} converge, con ceros contados según su multiplicidad)
- La función puede expresarse en forma de un producto Hadamard.

{\displaystyle z^{m}e^{a+bz+cz^{2}}\prod _{n}\left(1-z/z_{n}\right)\exp(z/z_{n})}
con b y c reales y c no positivos. (El entero m no negativo será positivo si E (0) = 0. Tenga en cuenta que si el número de ceros es infinito, es posible que tenga que definir cómo tomar el producto infinito).

## Ejemplos
Algunos ejemplos son {\displaystyle \operatorname {sen}(z),\cos(z),\exp(z),\exp(-z),{\text{y }}\exp(-z^{2}).}
Por otra parte, {\displaystyle \sinh(z),\cosh(z),{\text{and }}\exp(z^{2})} no están en la clase Laguerre – Pólya.
Por ejemplo,
{\displaystyle \exp(-z^{2})=\lim _{n\to \infty }(1-z^{2}/n)^{n}.}
El coseno se puede hacer de más de una manera. Aquí hay una serie de polinomios que tienen todas las raíces reales:
{\displaystyle \cos z=\lim _{n\to \infty }((1+iz/n)^{n}+(1-iz/n)^{n})/2}
Y aquí hay otro:
{\displaystyle \cos z=\lim _{n\to \infty }\prod _{m=1}^{n}\left(1-{\frac {z^{2}}{((m-{\frac {1}{2}})\pi )^{2}}}\right)}
Esto muestra la acumulación del producto Hadamard para el coseno.
Si reemplazamos z2 con z, tenemos otra función en la clase:
{\displaystyle \cos {\sqrt {z}}=\lim _{n\to \infty }\prod _{m=1}^{n}\left(1-{\frac {z}{((m-{\frac {1}{2}})\pi )^{2}}}\right)}
Otro ejemplo es la función gamma recíproca 1 / Γ(z). Es el límite de polinomios como sigue:
{\displaystyle 1/\Gamma (z)=\lim _{n\to \infty }{\frac {1}{n!}}(1-(\ln n)z/n)^{n}\prod _{m=0}^{n}(z+m).}